# 가가미 신사

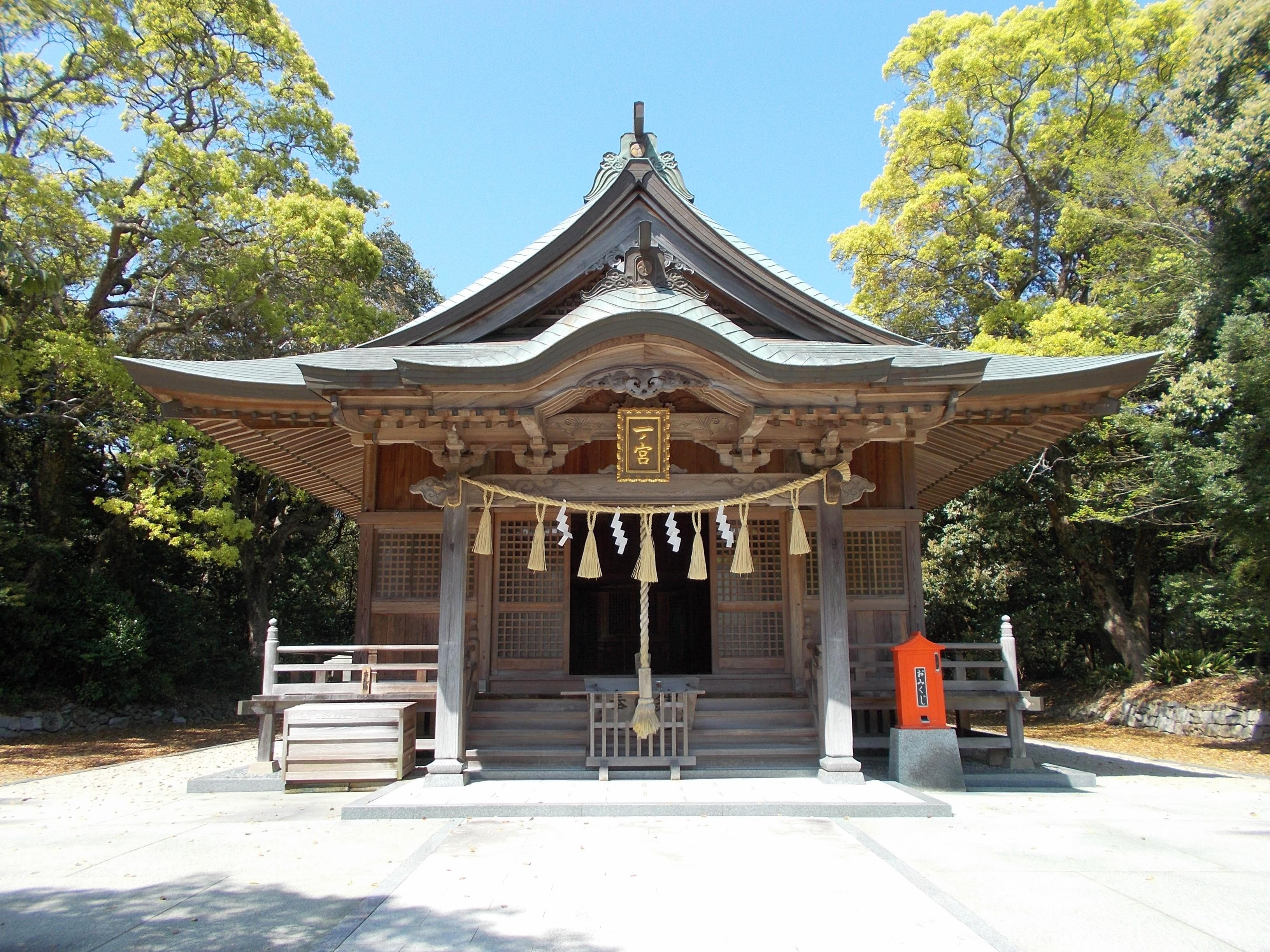
가가미 신사

가가미 신사(鏡神社)는 일본의 사가현 가라쓰시에 있는 일본의 신사이다.
현재는 마쓰우라 총진수 가가미 신사(現在は松浦総鎮守鏡神社)라 불리며, 예전에는 가가미노미코토 묘궁(鏡尊廟宮), 가가미 궁(鏡宮), 마쓰우라 궁(松浦宮), 판액사(板櫃社), 구리대명신(久里大明神)이라고 불렸다. 가가미 신사는 마쓰우라 국(松浦国)의 총사(総社)로써 존숭을 받았으며, 마쓰우라 3대 신사의 하나로 꼽힌다.
양류관음보살(楊柳観音菩薩)을 비롯한 신상 등도 신도 제사로써 거행되었고, 메이지 시대의 신불분리령 이후로도 그 잔재가 오늘날까지 남아 있는 신사이다.
또한 한국에서 건너온 고려불화 양류관음도가 소장되어 있는 신사로도 알려져 있다.

## 연혁
신사의 전승에서는 전설적인 인물인 진구 황후가 가가미 산 꼭대기에서 삼한정벌의 전승을 기원하면서 거울을 봉납했고, 훗날에 이 거울이 영험한 빛을 발하고 있다는 소식을 들은 진구 황후는 자신의 생령을 거울에 담아 제사지내게 되었다고 전하고 있다. 삼한정벌에서 돌아오면서 진구 황후가 이 땅에서 진통을 앓았는데 마을 사람이 떠다 바친 샘물을 마시고 진통이 치유되었고 우미(宇美)에서 무사히 오진 천황(応神天皇)을 낳았다고 하는데서 안산에 효험이 있다고 알려져 왔다.
후지와라노 히로쓰구(藤原広嗣)의 난 당시 히로쓰구가 이곳에서 처형되었고, 그로부터 10년 뒤인 덴표쇼호(天平勝宝) 2년(750년)에 히젠(肥前)의 고쿠시(国司)로 좌천된 기비노 마키비(吉備真備)가 히로쓰구를 제사지내는 니노미야(二ノ宮)를 지었다. 히로쓰구가 죽은 뒤 승려 겐보(玄昉)가 지쿠시(筑紫)로 좌천되어 그곳에서 죽음을 맞았는데, 사람들은 이를 히로쓰구의 원령 때문이라고 믿어 이를 위로하였다고 한다.
원래는 마쓰우라 궁(松浦宮) ・ 마쓰우라 묘궁(松浦廟宮)으로도 불렸는데, 구카이(空海)가 가가미 신사로 이름을 바꾸었다고 한다.
《겐지모노가타리》(源氏物語) 다마가즈라(玉鬘)의 권에서는 히고(肥後)의 호족(豪族) 대부감(大夫監)이 다마가즈라에게 보낸 노래에 「마쓰우라라는 거울의 신」(松浦なる鏡の神)라고 읊고 있다.